# Дерек Мјулер
Дерек Александер Мјулер (енгл. Derek Alexander Muller; Траралгон, 9. новембар 1982) аустралијско-канадски је научни комуникатор, стваралац филмова и телевизијска личност, најпознатији по свом Јутјуб каналу Veritasium. Мјулер се такође појављује као кореспондент у Нетфликсовој веб-серији Bill Nye Saves the World (од 2017).

## Биографија

### Почеци и образовање
Рођен је од родитеља из Јужне Африке у Траралгону у Викторији (Аустралија), а преселио се у Ванкувер у Британску Колумбију (Канада), када је имао 18 месеци. Мјулер је 2000. године дипломирао у Средњој школи Западног Ванкувера. Године 2004. је дипломирао на Универзитету Квинс (QUK) у Кингстону, Онтарио; стекао је звање бачелор за примењену науку — инжењерска физика.
Мјулер се преселио у Аустралију ради студирања филмске уметности, али је уместо тога желео докторат за едукацијско истраживање на пољу физике Универзитета у Сиднеју (USYD), који је и стекао 2008. године — тезом: Дизајнирање ефективне мултимедије за едукацију из физике (енгл. Designing Effective Multimedia for Physics Education). Још увек је трагао за стваралачком каријером, али није нашао директан пут.

### Каријера
Мјулер је један од чланова тима телевизијског програма Catalyst на Еј-Би-Сију (од 2008).
Током свог доктората предавао је и у једној туторској компанији, где се запослио са пуним радним временом као руководилац научног одела након што је завршио курс 2008. године. Дао је отказ крајем 2010. године.
Мјулер је 2011. године направио свој Јутјуб канал Veritasium (ч. веритасијум), који је за неколико година постао његов главни извор средстава за живот.
Од 2011, Мјулер је наставио да се појављује у програму Catalyst, извештавајући о научним причама из целог света, као и на аустралијској телевизијској мрежи Тен као ’Why Guy’ (досл. човек-зашто) у [јутарњем] програму Breakfast (Доручак). У мају 2012. одржао је говор на конференцији TED, у Сиднеју, користећи тему своје тезе. Представио је документарни филм Uranium – Twisting the Dragon's Tail (Уранијум — завијање змајевог репа), који је емитован јула—августа 2015. на неколико јавних телевизија широм света; освојио је награду Еурека за научно новинарство.
Мјулер је 21. септембра 2015. године водио доделу награда Научног сајма Гугл за ту годину.
Мјулер је такође освојио филмско такмичење Аустралијског одељења за иновације нанотехнологије и награду Аустралијан вебстрим за 2013. за „Најбољи едукацијски и лајфстајл серијал”.
Први пут априла 2017, појавио се као кореспондент Нетфликсове серије Bill Nye Saves the World (Бил Нај спасава свет).
Мјулер је излагао у филму Vitamania: The Sense and Nonsense of Vitamins (Витаманија: Смисао и бесмисао витамина), документарцу Џенпул продакшонса, објављеном у августу 2018. године. У филму се пружају одговори на питања о витаминима и употреби дијететских витаминских суплемената/додатака.
Мјулерови радови се налазе и у следећој литератури: Scientific American, Wired, Gizmodo и i09.

#### Veritasiumи други Јутјуб канали
У јануару 2011. године, Мјулер је на Јутјубу направио едукацијски научни канал Veritasium (ч. веритасијум), чији је фокус „појашњавање контраинтуитивних концепта у науци, обично почевши од дискусије о идејама са члановима јавности”. Видео-снимци се крећу у стилу од интервјуа са стручњацима, као што је добитник Нобелове награде за физику из 2011. Брајан Шмит, до научних експеримената, драматизација, песама и — што је обележје канала — интервјуа са јавношћу како би се открила погрешна схватања о науци. Назив ’Veritasium’ је комбинација латинске речи за истину, ’веритас’, и суфикса заједничког многим елементима, ’-ијум’. Овако је добијен Veritasium (веритасијум), „елемент истине” — игра популарном фразом, упућивање на хемијске елементе. У логотипу, који је регистрована робна марка од 2016. године, број „42.0” (42,0) подсећа на елемент у периодном систему. Број је изабран јер је „Одговор на крајње питање живота, универзума и свега” у познатом роману Дагласа Адамса. Најближи стварни хемијски елемент према релативној атомској маси (Ar) био би калцијум (40,078).
У јулу 2012. године, Мјулер је на истој платформи направио нови канал, 2veritasium, као пратећи канал оригиналног. Мјулер користи нову платформу за производњу уређивачких видео-записа са звуком у којима се расправља о темама као што је снимање филмова, приказивање снимака иза сцене и за реакције гледалаца на популарне Veritasium уратке.
Године 2017, Мјулер је почео да отпрема видеа на свој најновији канал, Sciencium, који је посвећен рецентним/недавним и историјским открићима у свету науке.
Критички пријем
Видеа на каналу Veritasium имају запажен критички пријем. Два видеа међу првим отпремљеним демонстрирају физику играчке слинки. На конференцији 2012 Science Online, видео „Mission Possible: Graphene” (Могућа мисија: Графен) освојио је прво мјесто на фестивалу научне фантастике Сајберскрин и стога је изабран као видео недеље Scientific American-а. Видео у којем се појашњава чест погрешан дојам да је Месец ближе него што јесте, избор је Си-Би-Ес њуза.
Након што је објављен видео на којем је Мјулер приказан како вози аутомобил с погоном на ветар, опремљен огромним пропелером (елисом) који се окреће, брже од ветра, професор физике (UCLA) Александар Кусенко није се сложио са тврдњом да је ’пловидба’ низ ветар брже од ветра могућа у складу са законима физике; одредио је научно вагање са Мјулером, опкладу од 10.000 долара, да неће моћи да докаже да привидна већа брзина није последица других, случајних фактора. Мјулер је прихватио опкладу, а потписивању уговора о опклади њих двојице присуствовали су Бил Нај и Нил Деграс Тајсон. У следећем видео-снимку, Мјулер је демонстрирао ефекат са моделом колица под условима који искључују ефекте споља. Кусенко се сложио и био тај који је попустио у опклади.

## Приватни живот
Након што су се родитељи Дерека Мјулера, Ентони и Ширли, венчали у Јужној Африци, преселили су се у Ванкувер (Канада), где су рођене његове две сестре (Кирсти и Марилуиз). Породица се преселила у Аустралију, где је и рођен, након што је његов отац добио посао у Траралгону у фабрици целулозе и папира. Када је имао 18 месеци, породица се вратила у Ванкувер.
Након што се Мјулер преселио у Лос Анђелес, упознао је Ракел Нјуно, планетологињу којом се оженио. Имају троје деце (2021).